# Antonín Alexandr z Magni
Antonín Alexandr z Magni, pán na Přestavlcích (německy Anton Alexander von Magnis, 26. července 1751 Strážnice – 5 června 1817 Eckersdorf) byl moravský šlechtic a velkostatkář z rodu Magnisů a průkopník moderního zemědělství.

## Původ a rodina

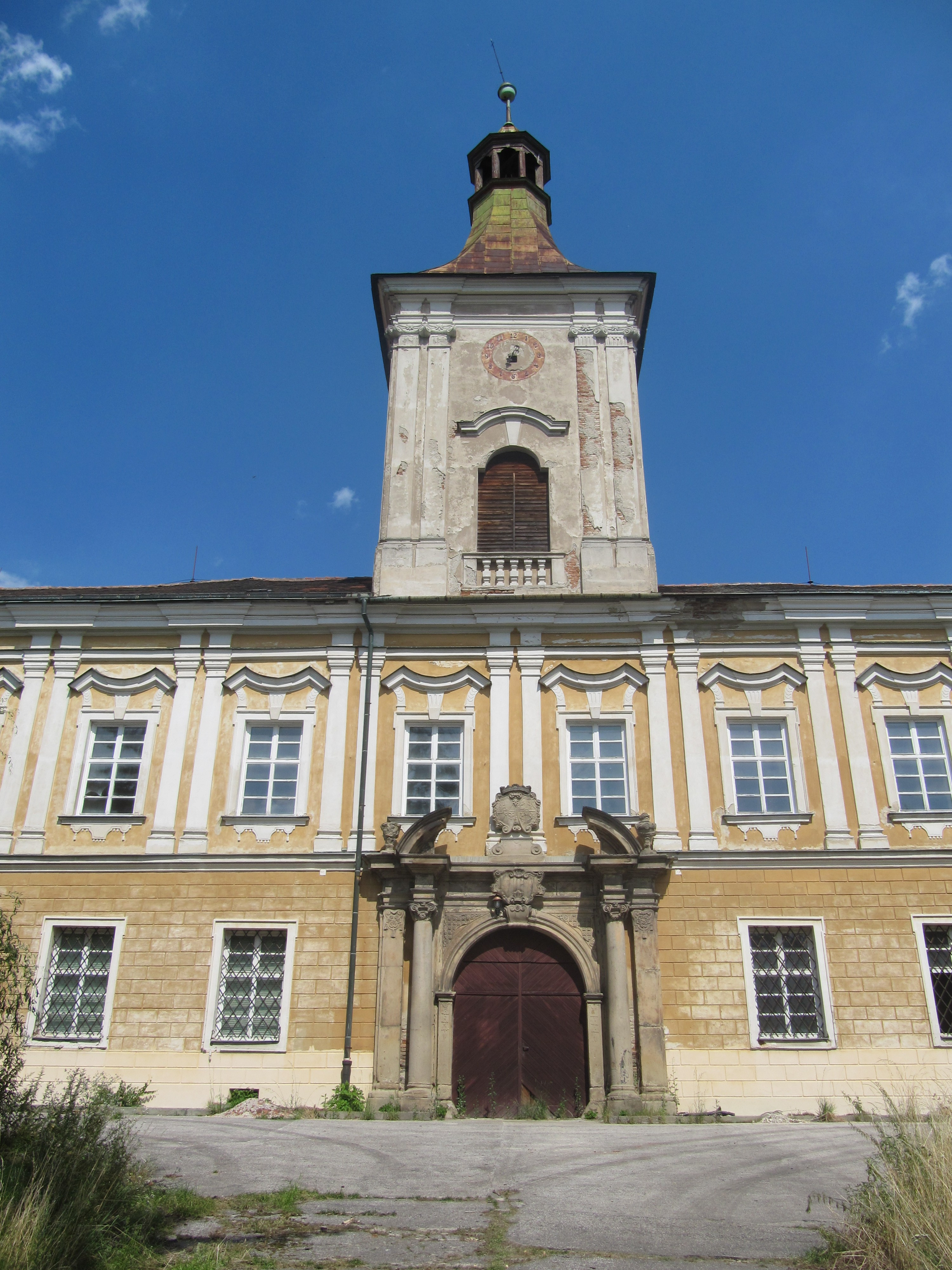
Zámek Přestavlky u Přerova

Antonín Alexandr z Magni pocházel z moravského šlechtického rodu Magnisů, jehož předkové pocházeli z Lombardie. Jeho rodiči byli František Jan z Magni (1727–1756) na Strážnici a jeho manželka Františka rozená z Götzenu (1721–1780), dcera hraběte Františka Antonína z Götzenu (1693–1738) z Eckersdorfu a Scharfenecku z katolické linie pruského rodu Götzenů.
Dne 20. června 1785 se Antonín Alexandr oženil s Luisou z Götzenu (1763–1848) z protestantské linie rodu Götzenů, dcerou pruského generálmajora Fridricha Viléma staršího z Götzenu (1734-1794) a jeho ženy Luisy z Holwede, ovdovělá hraběnky z Mellinu (1729-1783). Z manželství Antonína Alexandra a Luisy se narodilo osm dcer a synové Antonín (1786-1861) a Vilém (1787-1851).

## Hospodářské úspěchy

### Zemědělství
Když v roce 1771 v osobě Jan Josefa z Götzenu vymřela mužská (katolická) linie hrabat z Götzenu, zdědila statky v Eckersdorfu v Kladském hrabství jeho sestra Františka, provdaná z Magni. Po její smrti v roce 1780 přešel majetek na jejího syna Antonína Alexandra.
Ten v letech 1795 až 1812 získal dalších dvanáct statků, z nichž některé byly předlužené nebo zpustlé. Na nich zavedl nový způsob řízení podle zásad tehdejšího „racionálního zemědělství“ a následně se staly vzorem moderních farem. Jeho nový osevní postup a střídání plodin, používání přírodních a minerálních hnojiv a nových metod meliorace umožnilo plné využití potenciálu půdy a zvýšit výnosy.

### Chov ovcí
Své ovce nakupoval Antonín Alexandr ve Španělsku, na Moravě a v Uhrách. Velkého úspěchu dosáhl v chovem ovcí merino. Díky výrobě nejjemnější vlny, podobné vysoce kvalitní anglické vlně dosáhl na trhu vysokých zisků. Na konci 18. století bylo na jeho statcích asi 8000 ovcí, a byl tak zřejmě největším chovatelem ovcí v německých zemích. Své chovné ovce prodával do Braniborska a Polska.
V chovu skotu Antonín Alexandr zušlechťoval původní zvířata chovnými zvířaty ze Švýcar, Tyrolska a Štýrska, což umožnilo dosáhnout vyšších výnosů mléka i masa.

### Těžba a lesnictví
Kromě zemědělství se hrabě věnoval také dalším hospodářskými odvětvími, jako těžba uhlí v revíru Nová Ruda a sklárenství s uhelnou pecí. V oblasti lesnictví byly zřízeny velké dřevozpracující provozy a pily.
Po smrti Antonína Alexandra převzal panství jeho syn Antonín, který pokračoval v otcových zemědělských a podnikatelských úspěších. V roce 1829 založil v Eckersdorfu továrnu na cukrovou řepu, která byla rozšířena na moderní a výnosný velkoprovoz a sloužila jako vzor pro další začínající podniky v Německu. Až do roku 1907 ji provozovali jeho potomci.